# Finnøya (Hamarøy)

Finnøya en norvégien (ou Dirvik en Same de Lule) est une 
île de la commune de Hamarøy , en mer de Norvège dans le comté de Nordland en Norvège.

## Description
L'île de 68 km2 est située au nord-ouest de Innhavet avec laquelle est elle reliée par un pont. L'île est montagneuse
Sagfjord Church (en), église fondée en 1886, est située sur le côté sud de l'île dans le village de Karlsøy, dans le Sagfjorden

## Galerie

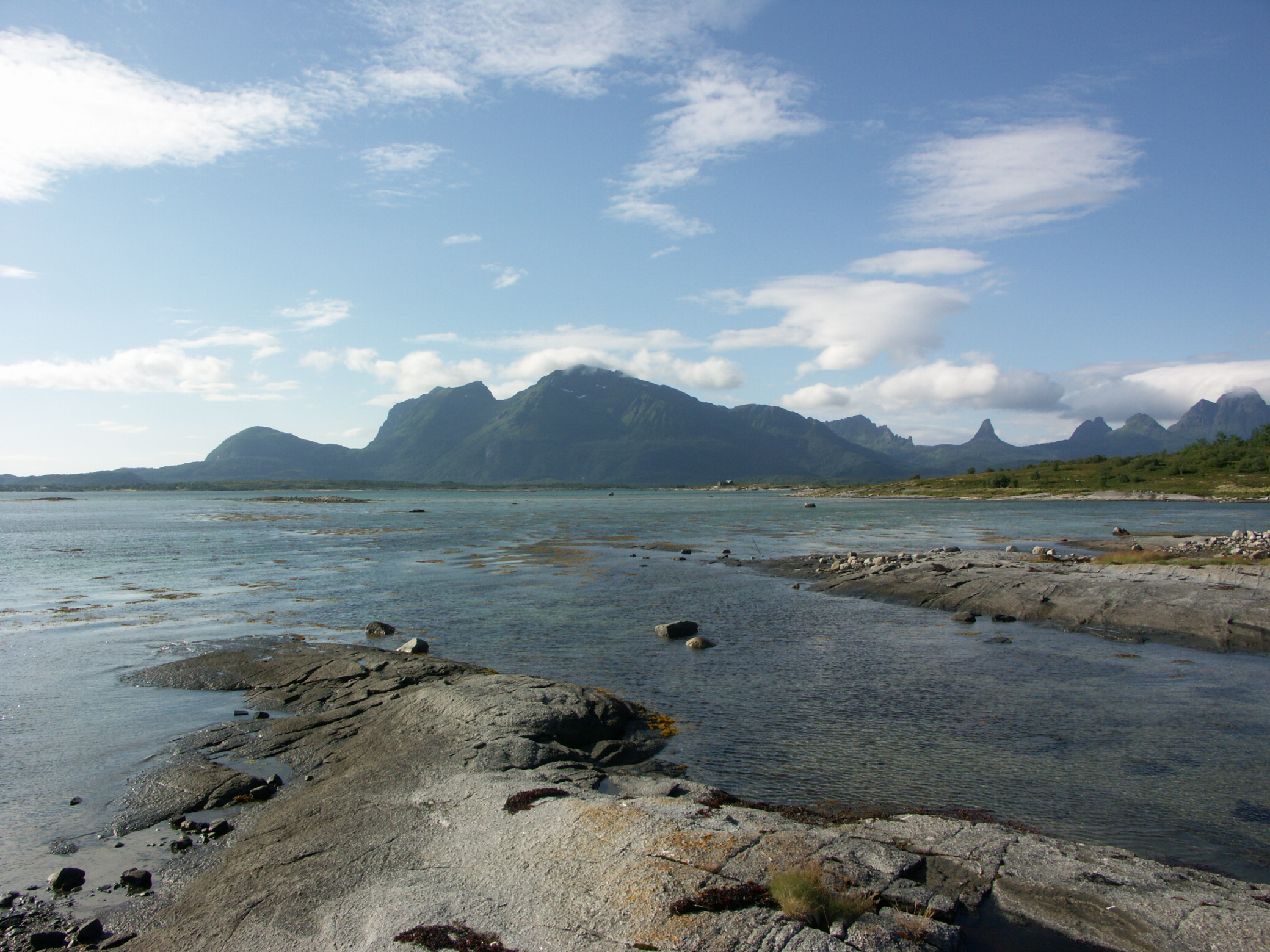
Côte ouest de Finnoya
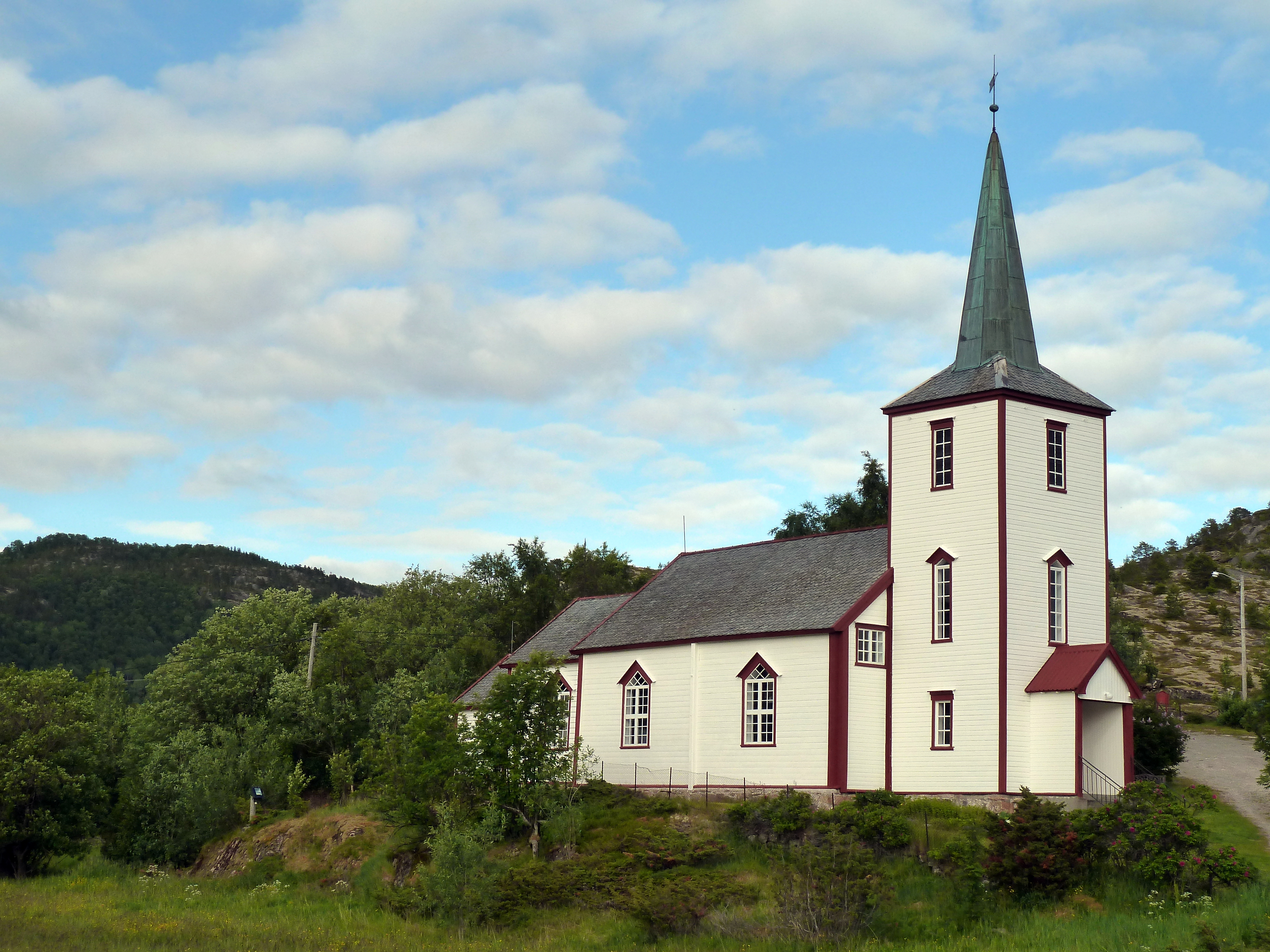
Eglise de Sagfjord